# Eric Kaiser (Leichtathlet)
Eric Kaiser (* 7. März 1971 in Yaoundé, Kamerun) ist ein ehemaliger deutscher Leichtathlet.

## Leben
Der in Kamerun geborene Kaiser betrieb ab 1983 beim TSV 1880 Wasserburg Leichtathletik. Er wurde in der Jugend mehrmals Deutscher Meister im Hürdensprint, im Weitsprung und im Mehrkampf. 1990 gewann er bei den Juniorenweltmeisterschaften die Goldmedaille im Zehnkampf. Danach spezialisierte er sich auf den 110-Meter-Hürdenlauf.
Bei den Deutschen Meisterschaften 1993 kam Kaiser auf Platz drei und qualifizierte sich für die Weltmeisterschaften in Stuttgart, wo er im Zwischenlauf ausschied. Im Jahr darauf war er Mitglied einer – sehr selten gelaufenen – 4-mal-110-Meter-Hürden-Staffel, die deutschen Rekord lief. 1995 wurde er bei den Deutschen Meisterschaften Zweiter und wurde für die Weltmeisterschaften in Göteborg nominiert, wo er aber nicht über den Vorlauf hinauskam. Zuvor hatte er in der Saison seine persönliche Bestzeit auf 13,08 Sekunden gesteigert, was in diesem Jahr die zweitschnellste Zeit der Welt war. Bei den Deutschen Meisterschaften 1996 kam Kaiser auf Platz drei und qualifizierte sich für die Olympischen Spiele in Atlanta.
1999 wurde Kaiser des Dopings mit Clenbuterol überführt und für zwei Jahre gesperrt.
Kaiser startete für den TSV 1880 Wasserburg, das LAC Quelle Fürth/München 1860, die MTG Mannheim, den SC Riesa und die LG Wedel-Pinneberg.
Nach seiner Sportkarriere wurde er als Trainer tätig.

## Persönliche Bestleistungen
- 110 Meter Hürden: 13,08 Sekunden, 4. Juni 1995 in Scheeßel
- Zehnkampf: 7762 Punkte, 9. August 1990 in Plovdiv
- Weitsprung: 7,60 Meter, 23. Juni 1990 in Stadthagen